# Mistrzostwa Świata w Hokeju na Lodzie Kobiet 2020
22. Mistrzostwa Świata w Hokeju na Lodzie 2020 organizowane przez Międzynarodową Federację Hokeja na Lodzie (IIHF) odbędą się w Kanadzie. Miastami goszczącymi najlepsze reprezentacje świata będą Halifax i Truro. Turniej elity rozegrany zostanie w dniach 31 marca – 10 maja 2020 roku. Zawody będą jednocześnie kwalifikacją do następnego turnieju oraz kwalifikacją do Zimowych Igrzysk Olimpijskich w Pekinie. Po raz pierwszy w historii w Mistrzostwach Świata w hokeju na lodzie rywalizacja toczyć się będzie w trzech dywizjach. Debiutantem będzie reprezentacja Litwy.

## Elita
Turniej zostanie rozegrany w dniach od 31 marca do 10 kwietnia 2020 roku w Halifaxie i Truro w Kanadzie. Weźmie w nim udział 10 najlepszych drużyn świata.
W tej części mistrzostw system rozgrywania meczów jest inny niż w niższych dywizjach. Najpierw wszystkie drużyny uczestniczą w fazie grupowej, w której będą podzielone na dwie 5-zespołowe grupy. Z grupy A, która jest grupą silniejszą do ćwierćfinału awansują wszystkie pięć zespołów, natomiast z grupy B do ćwierćfinału awansują trzy najlepsze zespoły. Dwie najsłabsze ekipy z tej grupy spadną do Dywizji I Grupy A.
W Mistrzostwach Świata Elity 2020 zagrają następujące reprezentacje:
- Czechy
- Dania (awansowała z Dywizji I Grupy A)
- Finlandia
- Japonia
- Kanada (gospodarz)
- Niemcy
- Rosja
- Stany Zjednoczone
- Szwajcaria
- Węgry (awansowały z Dywizji I Grupy A)

## Dywizja I
Grupa A Dywizji I jest drugą klasą mistrzowską, z której dwie pierwsze drużyny uzyskują awans do Elity, a ostatni zespół jest degradowany do Grupy B Dywizji I. Grupa B Dywizji I stanowi trzecią klasę mistrzowską. Jej zwycięzca awansuje do Dywizji I Grupy A, zaś ostatnia drużyny spada do Dywizji II Grupy A.

### Grupa A
Mistrzostwa Świata Dywizji I Grupy A miały się odbyć w dniach od 12 do 18 kwietnia 2020 roku w Angers, we Francji, zostały one jednak odwołane ze względu na pandemię COVID-19. Miały w nich grać następujące drużyny:
- Austria
- Francja (gospodarz,zdegradowana z Elity)
- Holandia (awansowała z Dywizji I Grupy B)
- Norwegia
- Słowacja
- Szwecja (zdegradowana z Elity)

### Grupa B
Mistrzostwa Świata Dywizji I Grupy B miały się odbyć w dniach od 28 marca do 3 kwietnia 2020 roku w Katowicach w Polsce, zostały one jednak odwołane ze względu na pandemię COVID-19. Miały w nich grać następujące drużyny:
- Chiny
- Kazachstan
- Korea Południowa
- Polska (gospodarz)
- Słowenia (awansowała z Dywizji II Grupy A)
- Włochy (zdegradowane z Dywizji I Grupy A)

## Dywizja II
Grupa A Dywizji II jest czwartą klasą mistrzowską, z której pierwsza drużyna uzyskują awans do Dywizji I Grupy B, a ostatni zespół jest degradowany do Grupy B Dywizji II. Grupa B Dywizji II stanowi piątą klasę mistrzowską. Jej zwycięzca awansuje do Dywizji II Grupy A, zaś ostatnia drużyny spada do Dywizji III.

### Grupa A
Mistrzostwa Świata Dywizji II Grupy A miały się odbyć w dniach od 29 marca do 4 kwietnia 2020 roku w Jaca, w Hiszpanii, zostały one jednak odwołane ze względu na pandemię COVID-19. Miały w nich grać następujące drużyny:
- Chińskie Tajpej (awansowało z Dywizji II Grupy B)
- Hiszpania (gospodarz)
- Korea Północna
- Łotwa (zdegradowana z Dywizji I Grupy B)
- Meksyk
- Wielka Brytania

### Grupa B
Mistrzostwa Świata Dywizji II Grupy B rozgrywane były w dniach od 23 do 29 lutego 2020 roku w Akureyri, w Islandii.
| Lp. | Zespół        | M | Pkt | Z | Zd | Pd | P | G+ | G- | +/− |
| --- | ------------- | - | --- | - | -- | -- | - | -- | -- | --- |
| 1   | Australia     | 5 | 15  | 5 | 0  | 0  | 0 | 39 | 4  | +35 |
| 2   | Islandia      | 5 | 12  | 4 | 0  | 0  | 1 | 25 | 7  | +18 |
| 3   | Nowa Zelandia | 5 | 9   | 3 | 0  | 0  | 2 | 20 | 16 | +4  |
| 4   | Turcja        | 5 | 5   | 1 | 1  | 0  | 3 | 10 | 14 | -4  |
| 5   | Chorwacja     | 5 | 2   | 0 | 1  | 0  | 4 | 5  | 39 | -34 |
| 6   | Ukraina       | 5 | 2   | 0 | 0  | 2  | 3 | 7  | 26 | -19 |

    = utrzymanie w grupie B II dywizji     = spadek do III dywizji

## Dywizja III
Dywizja III jest szóstą klasą mistrzowską. Zwycięzca uzyska awans do Dywizji II Grupy B.
Mistrzostwa Świata Dywizji II Grupy B rozgrywane były w dniach od 4 do 10 grudnia 2019 roku w stolicy Bułgarii w Sofii.
| Lp. | Zespół            | M | Pkt | Z | Zd | Pd | P | G+ | G- | +/− |
| --- | ----------------- | - | --- | - | -- | -- | - | -- | -- | --- |
| 1   | Południowa Afryka | 5 | 12  | 4 | 0  | 0  | 1 | 16 | 18 | -2  |
| 2   | Belgia            | 5 | 9   | 3 | 0  | 0  | 2 | 22 | 13 | +9  |
| 3   | Rumunia           | 5 | 9   | 2 | 1  | 1  | 1 | 22 | 15 | +7  |
| 4   | Bułgaria          | 5 | 8   | 2 | 1  | 0  | 2 | 14 | 10 | +4  |
| 5   | Litwa             | 5 | 6   | 2 | 0  | 0  | 3 | 13 | 14 | -1  |
| 6   | Hongkong          | 5 | 1   | 0 | 0  | 1  | 4 | 4  | 21 | -17 |

    = awans do grupy B II dywizji     = utrzymanie w III dywizji